# 趙禮 (永樂壬辰進士)
趙禮（1384年—？），字秉禮，江西建昌府南豐縣西隅人，明朝政治人物。進士出身。

## 生平
江西鄉試中举。永樂十年（1412年）壬辰科會試三十五名，殿試登進士第三甲第八名。

## 家族
曾祖趙友文。祖父趙季彰。父亲趙子美。